# 篠原保智
篠原 保智（しのはら ほち、文禄4年（1595年）9月 - 慶長19年6月24日（1614年7月30日））は、安土桃山時代から江戸時代初期にかけての女性。前田利家の九女で、篠原主膳一由（篠原貞秀）の正室。保智姫、模知姫、おほち。清妙院殿華萼貞香大禅尼（清妙院殿華萼貞香大姉）。菩提寺、曹洞宗・桃雲寺。墓所は、金沢市野田山墓地、高野山奥の院（前田利長墓所内篠原家墓地）。
芳春院（前田利家正室、まつ）の生家・篠原家に嫁ぐ。

## 生涯
母は、芳春院の侍女で後に前田利家の側室となった岩（隆興院）。生を受ける前に夭折した羽柴秀吉の養女・菊姫（利家の六女）は姉にあたる。徳川家康の第五子・松平信吉と婚約したが、嫁ぐ前に信吉が死去したため、人持組頭・篠原別家、初代当主で加賀藩家老・執政の篠原出羽守一孝の嫡男・篠原一由に嫁ぐ。その際、藩主・前田利常から化粧料、1500石を与えられている。
篠原一孝（豊臣一孝、17000石。栄錦院殿卿󠄁岩道本大居士）も前田利家の養女（利家の実弟・佐脇良之の娘）を正室（円智院）として迎え、利家の遺言により継室となった青山吉次（佐渡守）の娘・松齢院も、母は利家の妹の子で前田利長の養女となった長寿院である。また、篠原本家を継いだ一孝の義弟・篠原長次は、利家の性格を最も受け継いだ前田利家の実子である。
篠原一由と保智の間には男子・岩松が生まれるが、14歳で夭逝している。岩松に関しては、江戸で人質生活を送る芳春院の消息（手紙）に表れている。一通は、千世（春香院）宛のもので、「保智の岩松出産を祝い、篠原家への祝儀の品を事細かに指示したもの」であり、今一通は、ほう（前田利政の長男・前田直之）のうば（乳母）宛で、「幼い孫の直之の病質を毒でも食べさせられているのではないかと案じ、引合いに岩松の息災を安堵し、保智の体調を懸念したもの」である（実際は、岩松が早世し、直之は前田土佐守家当主として長生した）。保智は、禁教令下、キリスト教に傾倒していくが、慶長19年（1614年）6月24日、20歳で死去。夫の篠原一由（篠原貞秀）も有力家臣間の争いの渦中、配流（詳細不明）・早世した。保智の葬儀は、桃雲寺で執り行われ、位牌も桃雲寺に据えられた（明治2年（1869年）の桃雲寺の火災で篠原氏一族の位牌と共に焼失）。

## 保智（清妙院）の墓所
保智の墓所は、金沢市・野田山と高野山に存在する。野田山墓地にある清妙院（保智）の墓は、篠原家の墓地とは別に前田家墓地内にあり、貴重な「石龕」という石造りの霊屋である。また、高野山奥の院、前田利長の五輪塔（三番碑）の背後には6基の小五輪塔が存在するが、いずれも「芳春院様内」とされた篠原氏一族のものであり、そのうちの2基が、清妙院（保智）と夫・篠原一由（篠原貞秀）のものである。

## 保智（清妙院）の法要
藩主（前田宗家）から嫁いできた清妙院（保智）の法要は、代々、大切に行われた。篠原別家・10代当主、篠原一進（頼母）が「文化10年（1813年）6月24日、野田桃雲寺において清妙院様二百回御忌御茶湯を執行」（藩主・前田斉広から香典・白銀三枚を授かる）と記録され、篠原別家・12代当主、篠原一貞（勘六）が「文久3年（1863年）6月24日は清妙院様二百五十回御忌に相当するが、魚津詰を命じられたので、くり上げて同年1月24日に野田桃雲寺において御茶湯を執行」（藩主・前田斉泰から香典・白銀二枚を授かる）と記録されている。野田山、清妙院（保智）の墓所には「文久三癸亥年」（篠原勘六一貞銘）の一双の献灯が存在する。